# Högarna
Ej att förväxla med gravfälten med samma namn i Östra Skrukeby socken i Linköpings kommun i Östergötland eller Reftele socken i Gislaveds kommun i Småland.
Högarna (även Amundtorps gravfält) är ett gravfält i Norra Lundby socken i Skara kommun i Västergötland. Gravfältet är beläget på Billingens västsluttning med utsikt över Hornborgarsjön, två kilometer söder om Varnhem. Närmaste by är Amundtorp och det ligger på östra sidan om den landsväg som leder söderut från Varnhem.
Gravfältet är 140 meter långt och omkring 40 meter brett och omfattar åtta fornlämningar. Dessa utgörs av tre stensättningar (två runda och en rektangulär) och fem stenkretsar. En stenkrets är en kvadratisk till formen, är 15 meter lång och består av 12 resta stenar. Tre stenkretsar är runda till formen, så kallade domarringar. Den största domarringen är 14 meter i diameter och består av 14 resta stenar. Den femte stenkretsen är en skeppssättning och är 25 meter lång, 9 meter bred och består av 24 resta stenar.
Gravfältet undersöktes och restaurerades 1938 av Karl Esaias Sahlström. Fynd från folkvandringstid dokumenterades. Sannolikt har gravfältet varit större i äldre tid. I stengärdesgården finns en rest sten som kan ha ingått i en bortodlad stenkrets. Vid odling i äldre tid kan sannolikt flera stensättningar ha brutits upp av vilka idag möjligen rester återstår. Trakten är rik på fornlämningar och ett flertal stensättningar och hålvägar finns noterade i gravfältets omgivning i fornminnesregistret.